# Bull Run River (Oregon)
Pour les articles homonymes, voir Bull Run.
La rivière Bull Run (Bull Run River en anglais ; littéralement « Rivière du Bœuf en vadrouille ») est une rivière d’environ 35 km qui s’écoule dans l’État de l’Oregon au nord-ouest des États-Unis. Le bassin de la rivière est protégé car il sert pour l'alimentation en eau potable de la ville de Portland.

## Étymologie
La rivière tire son nom d'un bovidé qui se serait échappé près de la rivière au XIXe siècle et qui serait devenu sauvage.

## Histoire
La rivière a été utilisée durant des milliers d'années par les Amérindiens qui venaient pour y trouver de la nourriture. Par la suite, la vallée fut parcourue par les colons désirant se rendre plus à l’ouest dans la vallée fertile de la rivière Willamette en contournant le mont Hood. Dès la fin des années 1890, la rivière sera utilisée par la ville de Portland pour se ravitailler en eau grâce à l’installation d’une longue conduite d’amenée. La région proche de la rivière, en partie protégée, a néanmoins subi de nombreuses coupes d'arbres qui ont mené à une augmentation des particules en suspension dans l'eau à cause de l'érosion. Les précipitations dans la région varient entre 2 000 et 4 300 mm. De nombreuses espèces animales et végétales y sont présentes comme la rare chouette tachetée du Nord.  

## Description
La rivière prend sa source au niveau du lac Bull Run dans la zone protégée Mount Hood Wilderness à l'intérieur de la forêt nationale du Mont Hood dans le Comté de Clackamas dans l’Oregon. 
Elle se dirige d'abord vers le nord-ouest. Elle reçoit les eaux du Blazed Alder Creek, du Log Creek et du Falls Creek. La rivière vire vers le sud-ouest avant de rentrer dans un premier lac artificiel. Elle y est rejointe par le Fir Creek, la North Fork Bull Run River, le Deer Creek, le Cougar Creek et le Bear Creek. Elle se jette ensuite dans un second lac artificiel où elle reçoit les eaux du Camp Creek et de la South Fork Bull Run River. Elle reçoit après sa sortie du lac les eaux de la Little Sandy River. La rivière repart vers le nord-ouest, passe près de la localité de Bull Run, reçoit les eaux du Laughing Water Creek et rejoint finalement la rivière Sandy, un affluent du fleuve Columbia. 